# Decachorda inspersa
Decachorda inspersa är en fjärilsart som beskrevs av George Francis Hampson 1910. Decachorda inspersa ingår i släktet Decachorda och familjen påfågelsspinnare. Inga underarter finns listade i Catalogue of Life.